# Soengir
Soengir is een archeologische vindplaats uit het laat-paleolithische Gravettien en een van de vroegste vondsten van de moderne mens in Europa, gedateerd op omstreeks 24.000 jaar geleden.
De vindplaats is gelegen in het noordoosten van de Russische stad Vladimir aan de samenvloeiing van de kreek met dezelfde naam in de Kljazma-rivier. Ze werd in 1955 ontdekt tijdens de bouw van een fabriek en opgegraven tussen 1957 en 1977.

## Beschrijving
Naast sporen van bewoning, vuurplaatsen, gebruiksvoorwerpen en dierlijke resten is Soengir uniek in haar rijkdom aan grafgiften. Opmerkelijk zijn het graf van een 40-50-jarige man en het dubbelgraf van twee adolescenten, een jongen van 12-14 jaar en een meisje van 9-10 jaar met hun hoofden bij elkaar gelegen. De lichamen waren bedekt met rode oker en een groot aantal kralen van mammoetivoor (tot 10.000 stuks), waardoor het mogelijk was hun kleding te reconstrueren. De skeletten zelf waren van het cro-magnontype. Hun economie was gebaseerd op de jacht op mammoeten, rendieren, wisents, paarden, wolven en veelvraten.

### Soengir-1
Soengir-1 is het graf van een volwassen man van rond 50 jaar oud. Op het lichaam lagen 2.936 kralen van mammoetivoor, gerangschikt als kettingen. Om zijn nek droeg hij een rood met zwarte stip geschilderde hanger. Aan zijn armen droeg hij 25 armbanden van mammoetivoor. Op zijn hoofd droeg hij waarschijnlijk een hoofddeksel met kralen en poolvossehoektanden.

### Soengir-2 en 3
Soengir-2 en 3 vormen het dubbelgraf van een jongen van 12-14 jaar en een meisje van 9-10 jaar. De jongen droeg eveneens een hoofddeksel met kralen en vossehoektanden, en tevens een gordel met 250 vossehoektanden. Op het hoofd van de jongen lag een ring van ivoor, op zijn borst een hanger in de vorm van een paard. Onder zijn linkerschouder een figuurtje van een mammoet en ernaast een uitgehold dijbeen, mogelijk van een neanderthaler, gevuld met oker. Aan zijn rechterzijde lag een 2,4 m lange speer gemaakt van een mammoetslagtand. Ook de jongen droeg kralenkettingen: de 4.903 kralen waren iets kleiner dan bij de man.
Het hoofd van het meisje was waarschijnlijk ook bedekt met een hoofddeksel versierd met kralen, maar zonder vossetanden. Ze droeg kettingen met 5.274 ivoren kralen, daarnaast andere sieraden van ivoor, waaronder drie schijven van ivoor een paar centimeter in diameter, elk met vier tot acht gaten. Naast haar lagen een aantal kleine ivoren speren en een tweetal staven van rendiergewei,  waarvan een gedecoreerd met rijen gaatjes.

## DNA
DNA-onderzoek door de Universiteit van Cambridge en de Universiteit van Kopenhagen in 2017 toonde aan dat er tussen geen van de individuen enige familieverwandschap was. Zelfs de gezamenlijk begraven kinderen S-2 en S-3 waren niet verwant. Dit is opmerkelijk omdat men bij een dergelijke cultuur van kleine groepen jager-verzamelaars verspreid over een groot gebied een zekere mate van inteelt zou kunnen verwachten. Ook de gevonden voorwerpen suggereren een uitgebreid systeem van contacten en uitwisselen van geschenken tussen verschillende groepen. Het lijkt dat inteelt daarmee bewust vermeden werd. Dit in tegenstelling tot wat blijkt uit DNA-onderzoek bij late neanderthalers die 50.000 jaar BP in de Denisovagrot in de Altaj woonden. Deze vertoonden een zeer geringe genetische variatie, en dus een grotere mate van inteelt. Dit grotere sociale netwerk en de vermijding van inteelt kan mogelijk een reden zijn van het succes van de moderne mens tegenover de neanderthaler.